# محمد زرقة
محمد عبد الله حسين زُرقة (18 سبتمبر 1998 - ) هو لاعب كرة قدم سوداني محترف، يلعب حالياً كلاعب وسط مع نادي مريخ بانتيو الذي ينافس في بطولة جنوب السودان لكرة القدم، وكذلك مع منتخب السودان لكرة القدم وشارك معه في كأس الأمم الإفريقية 2021.

## وصلات خارجية
- محمد زرقة على موقع قاعدة بيانات كرة القدم.إي يو (الإنجليزية)
- محمد زرقة على موقع ناشيونال فوتبول تيمز (الإنجليزية)
- محمد زرقة على موقع Soccerway.com (الإنجليزية)